# Sudice (district de Třebíč)
Pour les articles homonymes, voir Sudice.
Sudice (en allemand : Suditz) est une commune du district de Třebíč, dans la région de Vysočina, en République tchèque. Sa population s'élevait à 355 habitants en 2020.

## Géographie
Sudice se trouve à 7 km à l'est-sud-est de Náměšť nad Oslavou, à 27 km à l'est-sud-est de Třebíč, à 27 km à l'ouest de Brno, à 54 km au sud-est de Jihlava et à 155 km au sud-est de Prague.
La commune est limitée par Lesní Jakubov au nord, par Rapotice et Lukovany à l'est, par Ketkovice au sud, et par Kuroslepy, Březník et Kralice nad Oslavou à l'ouest.

## Histoire
La première mention écrite de la localité date de 1101.

## Transports
Par la route, Sudice se trouve à 8 km de Náměšť nad Oslavou, à 29 km de Třebíč, à 62 km de Jihlava et à 188 km de Prague.